# Welcome to the Edge〜ウェルカム・トゥ・ザ・エッジ〜
「Welcome To The Edge」(ウェルカム・トゥ・エッジ)は、ビリー・ヒューズのアルバム。1991年にポニーキャニオンより発売。

## 解説
- アルバムの名前にもなっている曲『Welcome To The Edge』は、日本では『とどかぬ想い』として知られている。同曲は、1992年に日本ゴールドディスク大賞・ソング・オブ・ザ・イヤーを受賞[2]。アルバムに収録されているほとんどの曲はビリー・ヒューズとロクザンヌ・シーマンによって作曲された[3]。
- アルバムに収録されている、『Welcome To The Edge』は、フジテレビで放送されていた、「もう誰も愛さない」のエンディング・テーマに使用された。
- 日本では12万枚を売り上げ、後にワーナーミュージックインターナショナルは『Welcome To The Edge』を韓国や東南アジアでもリリースした。

## 収録曲
| #   | タイトル                                                      | 作詞 | 作曲・編曲 | 時間 |
| --- | ------------------------------------------------------------- | ---- | ---------- | ---- |
| 1.  | 「Welcome To The Edge(ウェルカム・トゥ・ザ・エッジ)」         |      |            | 4:32 |
| 2.  | 「Theme from "The Edge" (Welcome To The Edge)」               |      |            | 0:53 |
| 3.  | 「Hurricane(ハリケーン)」                                     |      |            | 5:53 |
| 4.  | 「Night and Day(ナイト・アンド・デイ)」                       |      |            | 5:28 |
| 5.  | 「I'll See You Again(アイル・シー・ユー・アゲイン)」          |      |            | 6:37 |
| 6.  | 「Two Worlds Apart(トゥー・ワールズ・アパート」               |      |            | 5:18 |
| 7.  | 「One Way (ワンウェイ)」                                      |      |            | 5:21 |
| 8.  | 「Welcome To The Edge」                                       |      |            | 4:33 |
| 9.  | 「The Blue Line (ザ・ブルー・ライン)」                        |      |            | 4:07 |
| 10. | 「Dreamlove (ドリーム・ラブ)」                                |      |            | 6:18 |
| 11. | 「Wish You Were Around (ウィッシュ・ユー・ワー・アラウンド)」 |      |            | 6:02 |
| 12. | 「Theme from "The Edge" (Welcome To The Edge)」               |      |            | 3:12 |

## 協力者
※出典：CD Album: Billie Hughes - Welcome To The Edge (1991)（2017年9月25日閲覧）
- プロデュース・アレンジ：ビリー・ヒューズ
- ボーカルプロダクションアシスタント：ロクザンヌ・シーマン
- ジャケット写真：ジャニス・ネルソン
- アートワーク：福本まさ
- デザイン：高知ゆみ
- マスターレコーディング：ポニーキャニオン
- マスターレコーディングエンジニア：佐藤かずや